# گمینا شپروتاوا
گمینا شپروتاوا (به لهستانی:  Gmina Szprotawa) یک گمینا در لهستان است که در شهرستان ژاگانی واقع شده‌است.
 گمینا شپروتاوا ۲۳۲٫۳۱ کیلومتر مربع مساحت و ۲۱٬۷۳۲ نفر جمعیت دارد.